# Fregona
Fregona är en ort och kommun i provinsen Treviso i regionen Veneto i Italien. Kommunen hade 2 919 invånare (2018).